# Daimler Motor-Lastwagen (1896)

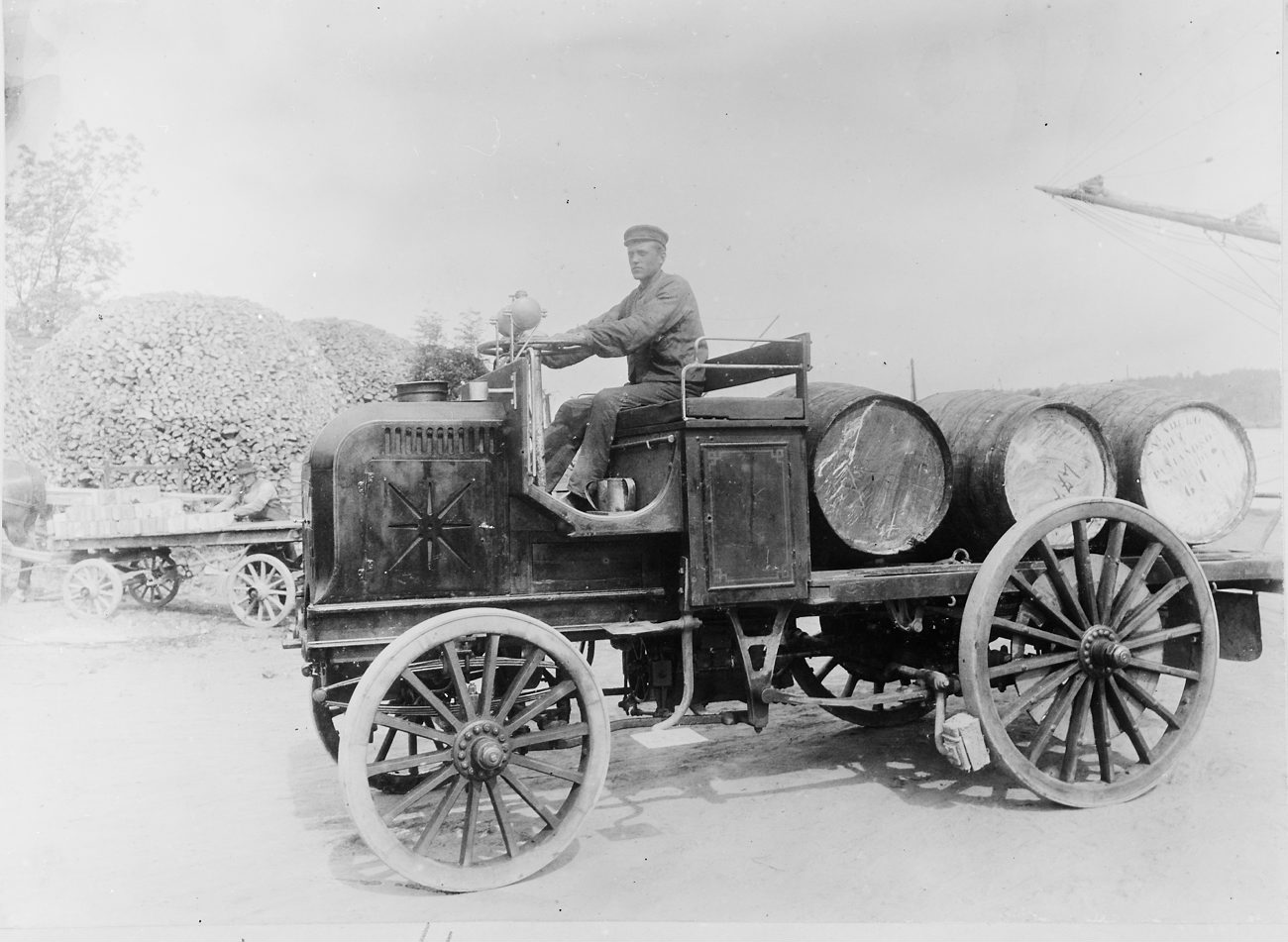
Daimler Motor-Lastwagen, 6 PS (1898)

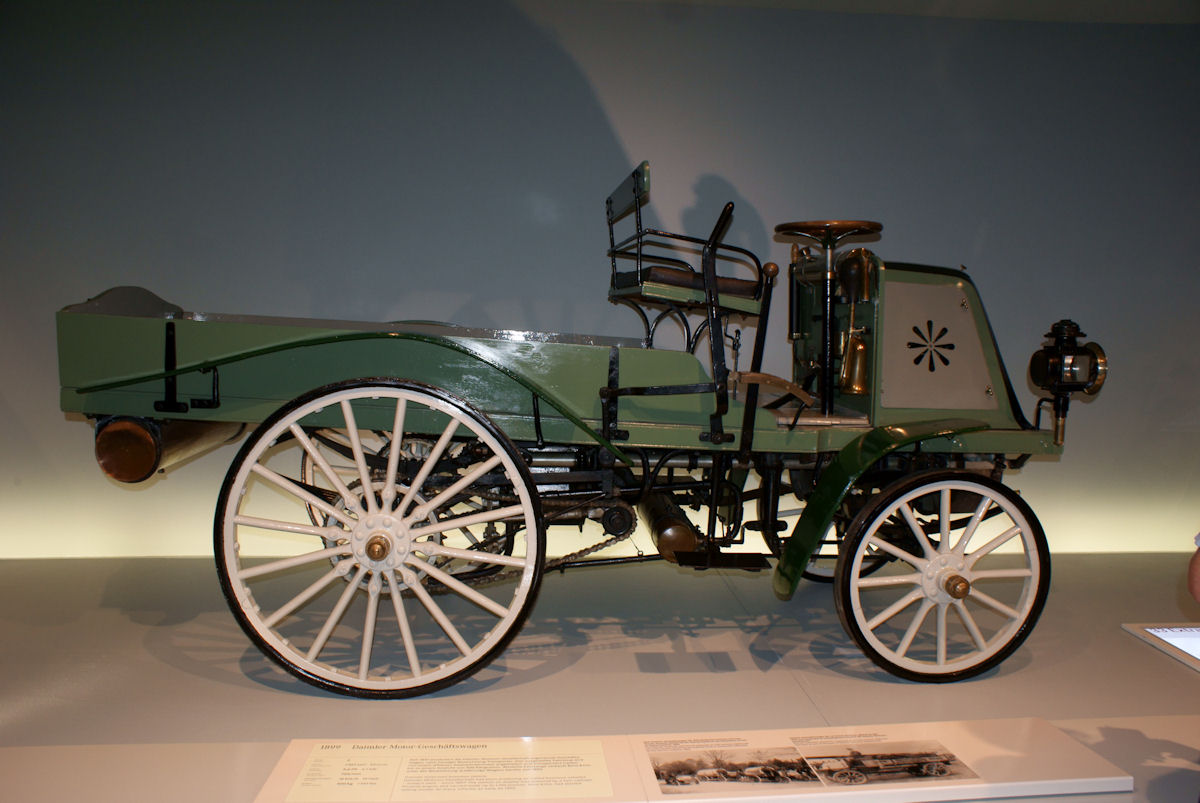
Daimler Motor-Lastwagen, 4 PS (1899)

Der Daimler Motor-Lastwagen (1896) der Daimler-Motoren-Gesellschaft war der erste Lastkraftwagen der Welt.

## Geschichte und Technik
1894 begannen Gottlieb Daimler und Wilhelm Maybach mit der Entwicklung eines Lkw mit einem im Heck eingebauten 1,06-Liter-Zweizylinder-Viertaktmotor (Bohrung/Hub: 75 × 120 mm), der 4 PS (2,9 kW) bei einer Drehzahl von 700 min−1 leistete. Der mit Glührohrzündung und Spritzdüsenvergaser ausgerüstete Motor war beim ersten Prototyp noch hinter der Hinterachse eingebaut und trieb die Hinterräder über ein Viergang-Riemengetriebe an. Der Wagen hatte eine Drehschemellenkung und eine handbetätigte Klotzbremse, die auf die Eisenreifen der Hinterräder wirkte. Zusätzlich gab es eine fußbetätigte Backenbremse an der Vorgelegewelle. Das Fahrzeug war 4,5 m lang und 1,5 m breit, die Nutzlast wurde mit 1500 kg und das Leergewicht mit 1500 kg angegeben, die Höchstgeschwindigkeit betrug 12 km/h, der Kaufpreis 5.200 Mark.
Am 1. Oktober 1896 verkaufte Daimler den ersten Lastwagen („Bestell-Nr. 81“) an das British Motor Syndicate in London. Bei diesem Modell, nach Oswald ein Einzelstück, war der auf 1,53 Liter vergrößerte Motor (Bohrung/Hub: 90 × 120 mm) mit 6 PS (4,4 kW) Leistung unter dem Fahrersitz eingebaut. Als erster Fahrzeugbauer der Welt legte die Daimler-Motoren-Gesellschaft im selben Jahr ein Modellprogramm von verschiedenen Lkw auf, die in vier verschiedenen Leistungsstufen verfügbar waren: 2,9 kW, 4,4 kW, 5,9 kW und 7,4 kW. Die Nutzlasten reichten von 1,2 t bis 5 t. Ab 1897 wurden „Phönix-Zweizylindermotoren“ mit Niederspannungs-Magnetzündung als Antrieb für Daimler-Motor-Lastwagen verwendet. Der Motor wurde nun über der Vorderachse eingebaut. Die Modelle waren auch für „Rückwärtsfahrten eingerichtet“ und konnten Steigungen bis zwölf Prozent bewältigen.
Nach Unterlagen von Daimler wurden bis Januar 1899 „zehn Last- und dreizehn Bierwagen“ ausgeliefert. Kunden waren unter anderem die Spedition Paul von Maur in Stuttgart und das Böhmische Brauhaus in Berlin, das den Daimler Motor-Lastwagen als „Bierverschleißwagen“ einsetzte.